# Bailliage teutonique de Biesen

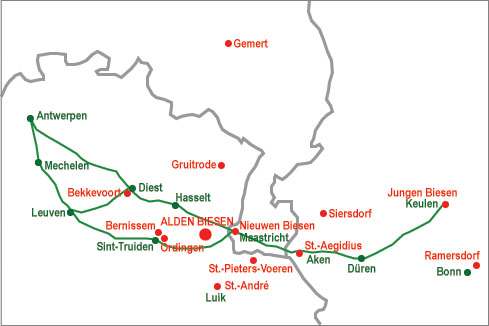
Commanderies du bailliage de Biesen

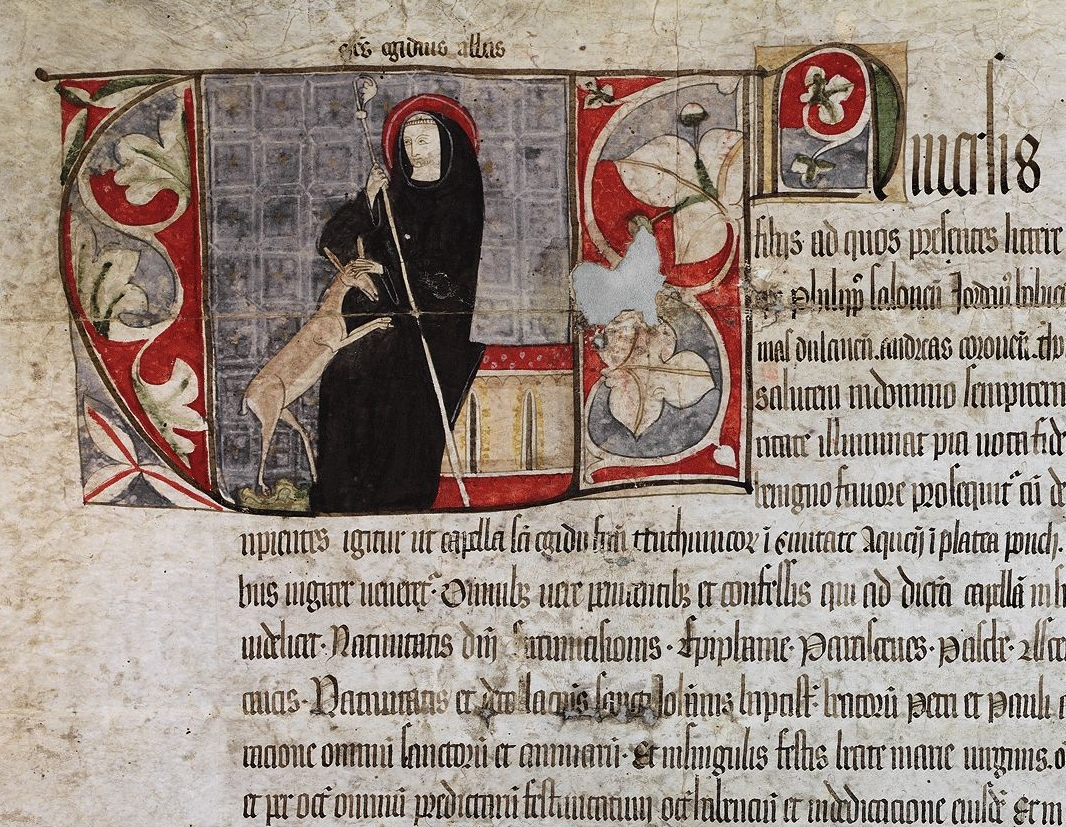
Saint Gilles l'Ermite (Sankt Aegidius), manuscrit de la commanderie Sankt Aegidius, XIVe s.

Le bailliage teutonique de Biesen est une ancienne circonscription territoriale de l'ordre teutonique regroupant ses possessions dans ce qui est aujourd'hui le nord de la Belgique, le sud des Pays-Bas et le nord de la Rhénanie. Son siège était la commanderie d'Alden Biesen, dans l'actuel Limbourg belge.

## Création et expansion
Le bailliage est créé en 1228 sous le grand maître Hermann von Salza. Jusqu'en 1270, il est en union personnelle avec le bailliage d'Utrecht, situé plus au nord. Selon les époques, il compte entre 12 et 20 commanderies, seigneuries et recettes domaniales (Rezeptur). En 1317, la commanderie d'Alden Biesen, compte tenu de sa richesse et de l'importance de ses possessions, obtient de dépendre directement du grand maître.
La description du bailliage d'Utrecht (alors séparé de Biesen) par Lodovico Guicciardini, au XVIe siècle, témoigne de la prospérité de l'ordre :

« En Utrecht, il y a encore deux commanderies, l'une des croisés et chevaliers de Malte, et l'autre des chevaliers teutons, ayant églises et logis fort magnifiques et superbes, et chacune desquelles maisons a son chef et commandeur : celui de Malte est appelé le bailli de Sainte-Catherine et l'autre porte le nom de commandeur ou grand prieur du pays, à cause qu'ils ont sous eux plusieurs commanderies et infinis biens et possessions, comme aussi ils tiennent rang et degré fort honorable, non sans le profit et commodité de plusieurs qui sont entretenus de la largesse et magnificence de ces hommes. »

## Commanderies et dépendances

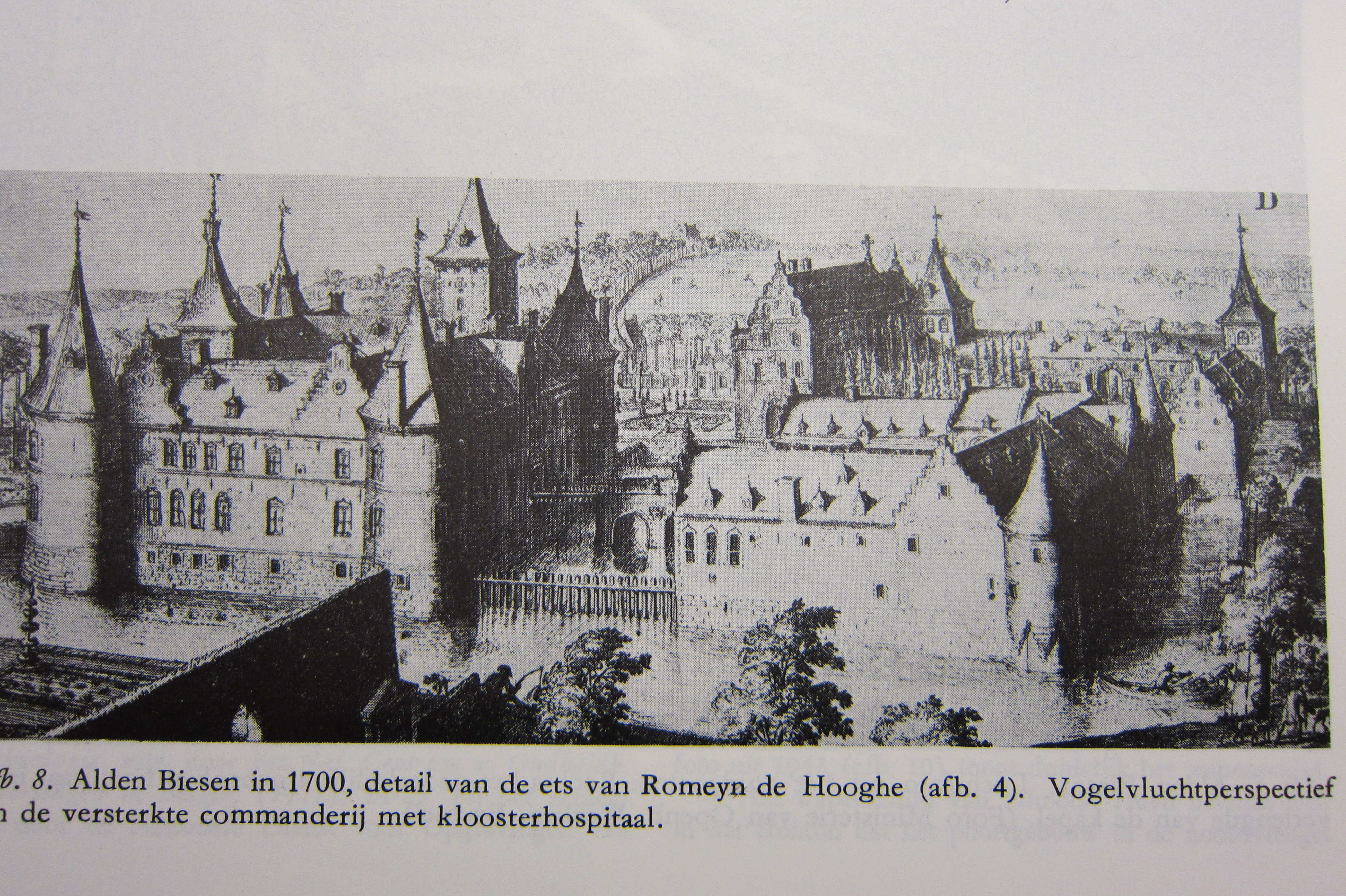
La commanderie d'Alden Biesen vers 1700

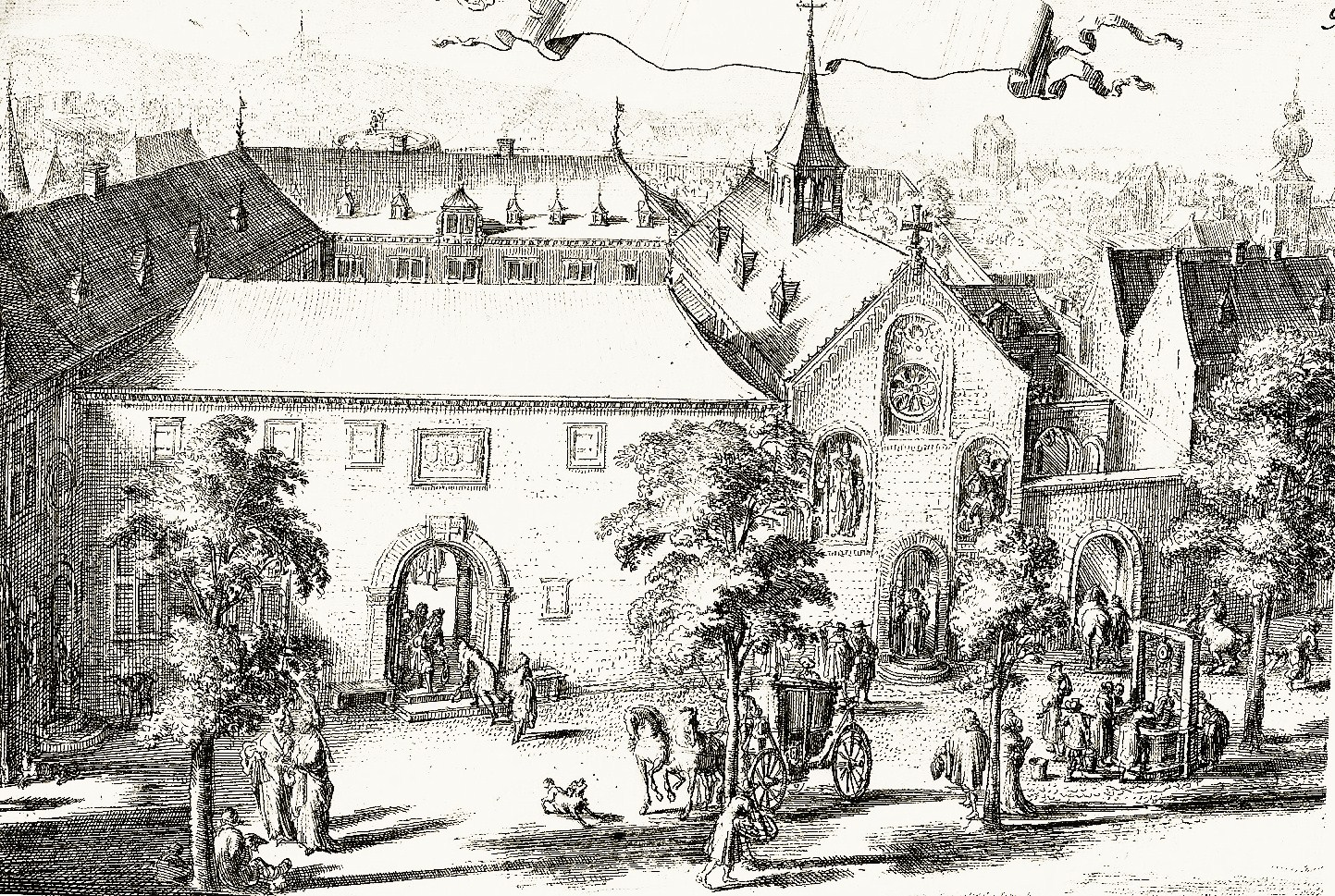
La commanderie Sankt Aegidius d'Aix-la-Chapelle vers 1700

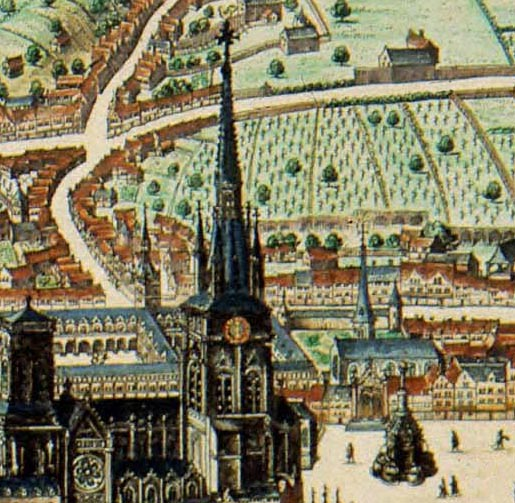
La commanderie Saint-André de Liège au XVIIe s.

Plusieurs paroisses sont sous le patronage de l'ordre : Gemert, Vught, Nistelrode, Gruitrode, Handel, Bakel, Gelsdorp, Gruitrode, Bekkevoort, Ordingen, Beek, Vroenhoven, Vught, Welz et Liège.
Le bailliage a également fondé un séminaire de prêtres à l'université de Louvain, un lycée à Gemert, un dortoir et des bourses d'étudiants à Cologne.
Certaines commanderies n'ont été rattachées à Biesen que pour un temps assez court :
- Welheim (archidiocèse de Cologne), rattachée vers 1300 au bailliage de Westphalie
- Dieren (archidiocèse d'Utrecht), fondée en 1218, rattachée pour un temps au bailliage de Coblence puis, en 1420, à Biesen, et en 1434 à Utrecht.
- Pitsemburg-Malines (archidiocèse de Cambrai), rattachée après 1300 à Coblence.
- Aschaffenbourg (archidiocèse de Mayence), en Basse-Franconie, fondée en 1749 dans la dépendance de Biesen, rattachée en 1773 à la commanderie de Hesse.

Les autres commanderies sont :
- Biesen (diocèse de Liège)
- Bekkevoort (diocèse de Liège), ravagée en 1578 pendant la guerre d'indépendance des Pays-Bas, transférée en 1585 à Diest
- Bernissem (diocèse de Liège)
- Geleen (diocèse de Liège)
- Recette de Holt (diocèse de Liège), transférée en 1611 à Ordingen
- Jungen-Biesen (de), fondée en 1573, aujourd'hui un quartier de la ville de Cologne
- Saint-André de Liège dans cette ville
- Neuen-Biesen (diocèse de Liège) à Maastricht
- Ramersdorf (de) (archidiocèse de Cologne), à Bonn
- Siersdorf (de) (archidiocèse de Cologne), à Aldenhoven
- Sankt Aegidius (de) (diocèse de Liège) à Aix-la-Chapelle
- Fouron-Saint-Pierre (diocèse de Liège)
- Recette de Saint-Trond (diocèse de Liège)
- Recette de Vught

## Dissolution

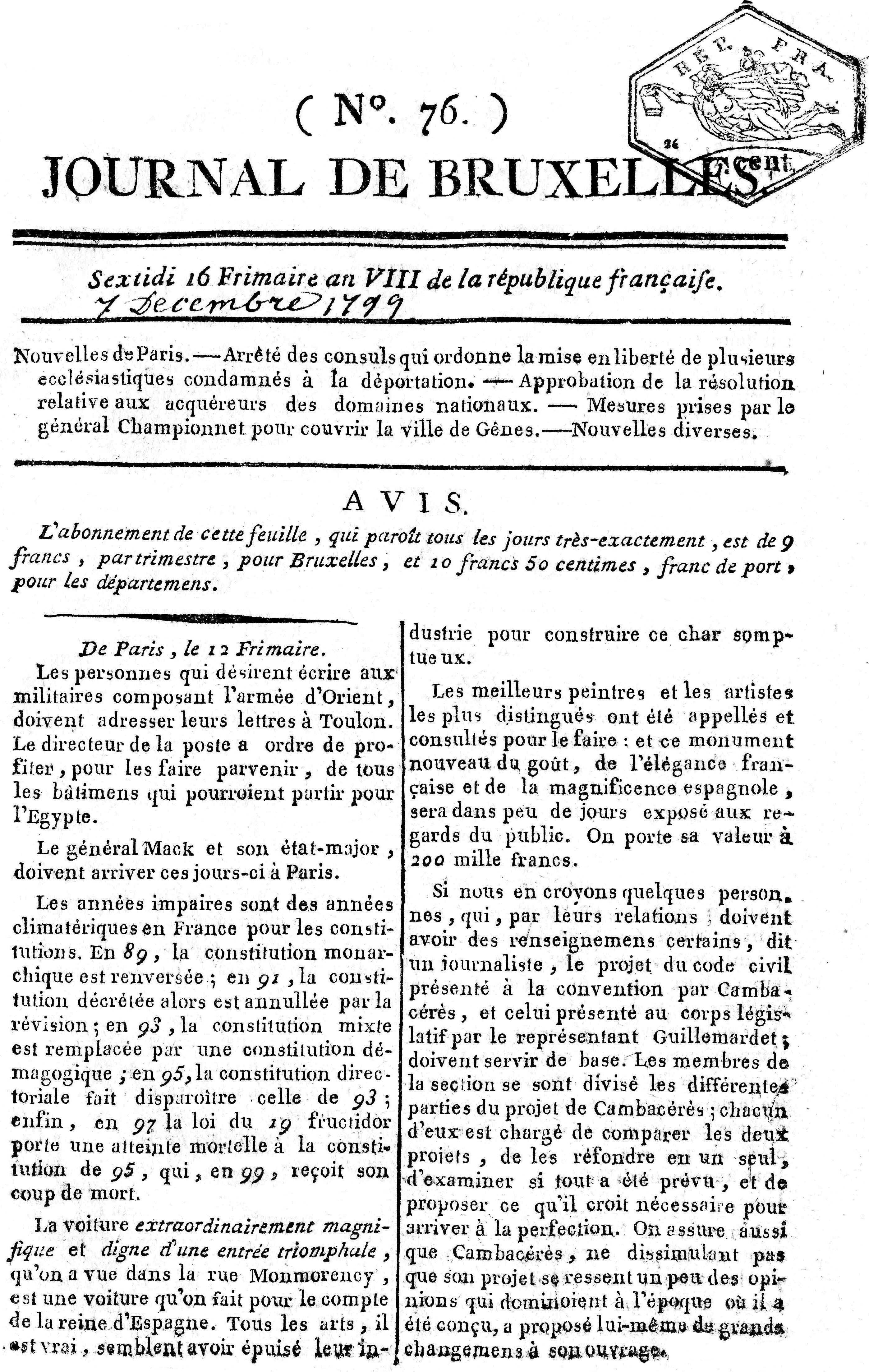
Politique française sous le gouvernement du Consulat : remise en liberté d'ecclésiastiques et mise en vente des domaines du clergé. Journal de Bruxelles, 1799.

Pendant les guerres de la Révolution et de l'Empire, les Pays-Bas autrichiens, la principauté épiscopale de Liège, la rive gauche du Rhin et les Provinces-Unies sont occupés par l'armée française. Dans la Belgique rattachée à la République française, les possessions de l'ordre teutonique sont sécularisées :
- 1794 : Neuen-Biesen (Maastricht)
- 1795 : Saint-André de Liège
- 1796 : Bekkevoort
- 1797 : Alden Biesen, Gemert
- 1798 : Fouron-Saint-Pierre
- 1801 : Gruitrode
- 1802 : Jungen-Biesen (Cologne), Sankt Aegidius
- 1803 : Ramersdorf
- 1809 : Siersdorf

Le dernier bailli de Biesen, Franz Johan von Reischach (de), meurt en 1807. Napoléon prononce la dissolution de l'ordre teutonique le 24 avril 1809, mettant fin à ses possessions temporelles.

## Personnalités du bailliage

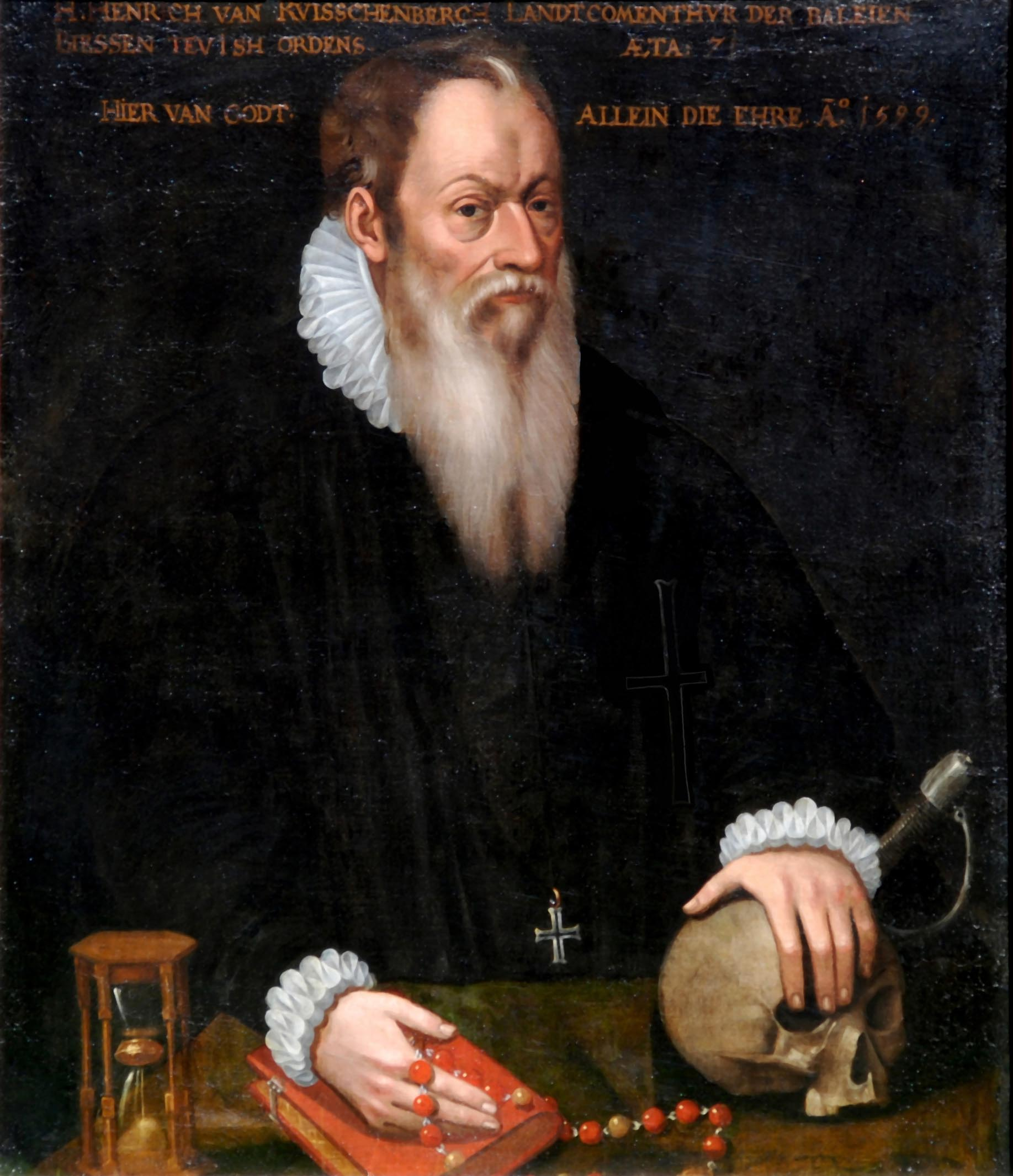
Heinrich von Reuschenberg, tableau de 1599

- Heinrich von Reuschenberg (de) (1528-1603), bailli de Biesen, réformateur de l'ordre.
- Gottfried Huyn von Geleen (1598-1657), bailli de Biesen, général des armées impériales pendant la guerre de Trente Ans.
- Damian Casimir von Dalberg (de), commandeur de Sankt Aegidius (de), colonel du régiment Hoch- und Deutschmeister levé par l'ordre teutonique pour le compte de l'empereur, tué au siège de Belgrade en 1717.
- Damien de Schönborn-Buchheim (1676-1743), bailli de Biesen, prince-évêque de Spire et cardinal.
- Caspar Anton von Belderbusch (de) (1722-1784), bailli de Biesen, premier ministre du prince-archevêque de Cologne.

## Sources et bibliographie
- (de) Cet article est partiellement ou en totalité issu de l’article de Wikipédia en allemand intitulé « Deutschordensballei Biesen » (voir la liste des auteurs) dans sa version du 12 juillet 2017.
- Description de touts les Pays-Bas, autrement appellez la Germanie inférieure par Lodovico Guicciardini, 1567.